# Atletica leggera ai Giochi della XXII Olimpiade - Salto in alto maschile

Video della gara

Video della gara (dal film ufficiale dei Giochi. La gara compare dal minuto 75:43 al minuto 80:52.)

Il salto in alto ha fatto parte del programma maschile di atletica leggera ai Giochi della XXII Olimpiade. La competizione si è svolta nei giorni 31 luglio-1º agosto 1980 allo Stadio Lenin di Mosca.

## Presenze ed assenze dei campioni in carica
| Competizione         | Atleta            | Prestazione | Mosca 1980     |
| -------------------- | ----------------- | ----------- | -------------- |
| Olimpiadi 1976       | Jacek Wszoła      | 2,25 m      | Presente       |
| Commonwealth 1978    | Claude Ferragne   | 2,20 m      | Canada assente |
| Europei 1978         | Vladimir Jaščenko | 2,30 m      | Infortunato    |
| Panamericani 1979    | Franklin Jacobs   | 2,26 m      | USA assenti    |
| Coppa del mondo 1979 | Franklin Jacobs   | 2,27 m      | USA assenti    |

1. ↑  Per il boicottaggio.
2. ↑  Per il boicottaggio.

## La gara
Il campione europeo 1978, Vladimir Jaščenko, è infortunato.
Jacek Wszola sbaglia il primo salto a 2,21. È un campanello d'allarme: il campione in carica ha qualche incertezza. L'errore si ripete al primo tentativo a 2,24. A questa misura vanno su al primo tentativo solo due tedeschi est: Wessig e Freimuth (il terzo, Lauterbach, ce la fa al secondo).

A 2,27 Wszola rientra in gara perentoriamente: buona la prima. Rimangono in quattro: lui ed i tre tedeschi est. Tutti saltano 2,29. A 2,31 Wessig salta alla prima e fa il record personale. Wszola e Freimuth hanno bisogno di un altro tentativo. Va fuori Lauterbach.

2,33 lo sbagliano subito tutti. Wessig ce la fa al secondo tentativo. Per gli altri due contendenti invece si fa buio: la loro gara finisce lì. Wessig rimane da solo. È medaglia d'oro e si è migliorato di ben 3 centimetri. Sa di poter osare ancora di più e chiede 2,36. Il primo tentativo non va, ma al secondo Wessig centra il nuovo record del mondo. Poi prova anche 2,38 ma ha le pile scariche.
Tre atleti oltre 2,30: è stata la gara di salto in alto con la media più alta mai disputata.

## Risultati

### Turno eliminatorio
Qualificazione2,21 m
Ben 16 atleti sono selezionati alla misura richiesta.

### Finale
| Record mondiale        | 2,35 | Jacek Wszoła | Polonia        | Eberstadt (FRG) | 25 maggio 1980 |
| Co-primatista mondiale | 2,35 | D. Mögenburg | Germania Ovest | Rehlingen (FRG) | 26 maggio 1980 |
| Record olimpico        | 2,25 | Jacek Wszoła | Polonia        | Montréal (Can)  | 1976           |

| Pos | Atleta              | Paese            | 2,10 | 2,15 | 2,18 | 2,21 | 2,24 | 2,27 | 2,29 | 2,31 | 2,33 | 2,36 | Misura | Note            |
| --- | ------------------- | ---------------- | ---- | ---- | ---- | ---- | ---- | ---- | ---- | ---- | ---- | ---- | ------ | --------------- |
|     | Gerd Wessig         | Germania Est     |      | O    | -    | O    | O    | O    | XO   | O    | XO   | XO   | 2,36   | Record mondiale |
|     | Jacek Wszoła        | Polonia          |      | O    | -    | XO   | XO   | O    | O    | XO   | XXX  |      | 2,31   |                 |
|     | Jörg Freimuth       | Germania Est     | O    | -    | O    | O    | O    | XXO  | O    | XO   | XXX  |      | 2,31   |                 |
| 4   | Henry Lauterbach    | Germania Est     |      | O    | -    | XXO  | XO   | O    | O    | XXX  |      |      | 2,29   |                 |
| 5   | Roland Dalhäuser    | Svizzera         |      | O    | -    | O    | XO   | XXX  |      |      |      |      | 2,24   |                 |
| 6   | Vaso Komnenić       | Jugoslavia       | O    | O    | -    | O    | XXO  | XXX  |      |      |      |      | 2,24   |                 |
| 7   | Adrian Proteasa     | Romania          |      | O    | O    | O    | XXX  |      |      |      |      |      | 2,21   |                 |
| 8   | Aleksandr Grigorjev | Unione Sovietica |      | O    | O    | O    | XXX  |      |      |      |      |      | 2,21   |                 |
| 9   | Mark Naylor         | Gran Bretagna    |      | O    | XO   | O    | XXX  |      |      |      |      |      | 2,21   |                 |
| 10  | Gennadi Belkov      | Unione Sovietica | O    | O    | XO   | O    | XXX  |      |      |      |      |      | 2,21   |                 |
| 11  | Oleksij Dem’ianiuk  | Unione Sovietica | O    | O    | XO   | XXO  | XXX  |      |      |      |      |      | 2,21   |                 |
| 12  | Janusz Trzepizur    | Polonia          |      | O    | O    | XXX  |      |      |      |      |      |      | 2,18   |                 |
| 13  | Sorin Matei         | Romania          | O    | O    | O    | XXX  |      |      |      |      |      |      | 2,18   |                 |
| 14  | Guy Moreau          | Belgio           | O    | O    | XO   | XXX  |      |      |      |      |      |      | 2,18   |                 |
| 15  | Marco Tamberi       | Italia           | O    | O    | XXX  |      |      |      |      |      |      |      | 2,15   |                 |
| 16  | Roberto Cabrejas    | Spagna           | O    | XXX  |      |      |      |      |      |      |      |      | 2,10   |                 |